# エネルギー省 (フィリピン)
エネルギー省(英語: Department of Energy、フィリピン語:Kagawaran ng Enerhiya、DOE)は、エネルギーの探査、開発、利用、流通及び保護に関する政府の全ての計画及び活動について準備、統合、調整、監督及び規制を所管するフィリピンの行政機関である。

## 沿革
エネルギー省は、フェルディナンド・マルコス大統領の時代に発布された、エネルギー省（Ministry of Energy）とそれに附属する国営電力公社（National Power Corporation）及びフィリピン国営石油会社（Philippine National Oil Company）の設置を定める大統領令第1206号によって新設された。この省は、コラソン・アキノ政権で廃止された。フィデル・ラモス政権では、共和国法第7638号（1992年エネルギー省法、Department of Energy Act of 1992）によってエネルギー省（Department of Energy）が設置された。
この省は、共和国法第9136号（2001年電力産業改革法、Electric Power Industry Reform Act of 2001）や共和国法第9367号（2006年バイオ燃料法、Biofuels Act of 2006）、共和国法第9513号（2008年再生可能エネルギー法、Renewable Energy Act of 2008）等のエネルギー及び電力の関連法に基づき、更なる権限と役目が付与された。

## 組織
この省の長はエネルギー長官（Secretary of Energy）であり、3人の次官（Undersecretary）と3人の次官補（Assistant Secretary）が存在する。省の下には、行政部門、金融部門、情報技術及び管理部門、法務部門並びにエネルギーの調査、検査及び研究部門がある。
省は、以下の部局で構成される。
- エネルギー資源開発局（Energy Resource Development Bureau）
- エネルギー利用管理局（Energy Utilization Management Bureau）
- エネルギー政策及び計画局（Energy Policy and Planning Bureau）
- 石油産業管理局（Oil Industry Management Bureau）
- 電力産業管理局（Electric Power Industry Management Bureau）
- 再生可能エネルギー管理局（Renewable Energy Management Bureau）

以下の組織と企業が省に附属する。
- エネルギー施設の安全並びにエネルギー法及び基準の施行に関する大統領タスクフォース（Presidential Task Force on the Security of Energy Facilities and Enforcement of Energy Laws and Standards、PTF-SEFEELS）
- 国家バイオ燃料委員会（National Biofuels Board、NBB）
- 国営電力公社（National Power Corporation、NPC）
- 国営送電公社（National Transmission Corporation、TransCo）
- 国家電化庁（National Electrification Administration、NEA）
- フィリピン国営石油会社（Philippine National Oil Company、PNOC）
- 電力部門資産・負債管理公社（Power Sector Assets and Liabilities Management Corporation、PSALM Corp）